# Pedro de Garibay
Pedro de Garibay (Alcalá de Henares, 25 de octubre de 1729 - Ciudad de México, Nueva España; 7 de julio de 1815) fue un militar y alto funcionario español, mariscal de campo de los Reales Ejércitos y 57.º virrey de la Nueva España, gran cruz de la Real y Distinguida Orden Española de Carlos III.
Su gestión se caracterizó por el intento de contener la crisis derivada de la invasión napoleónica de España, que produjo el golpe de Estado contra su antecesor, el virrey José de Iturrigaray, así como diversos intentos de injerencia extranjera en la Nueva España, como la del infante Pedro de Brasil, o la del duque de Saint-Simon, enviado por Napoleón. Asimismo, intentó establecer un plan para rescatar a Fernando VII de su prisión napoleónica, el cual no llegó a producirse. Finalmente, fue destituido por las presiones de la Iglesia con apoyo de los criollos, quienes promovieron la designación como virrey del arzobispo de México, Francisco Javier de Lizana y Beaumont.

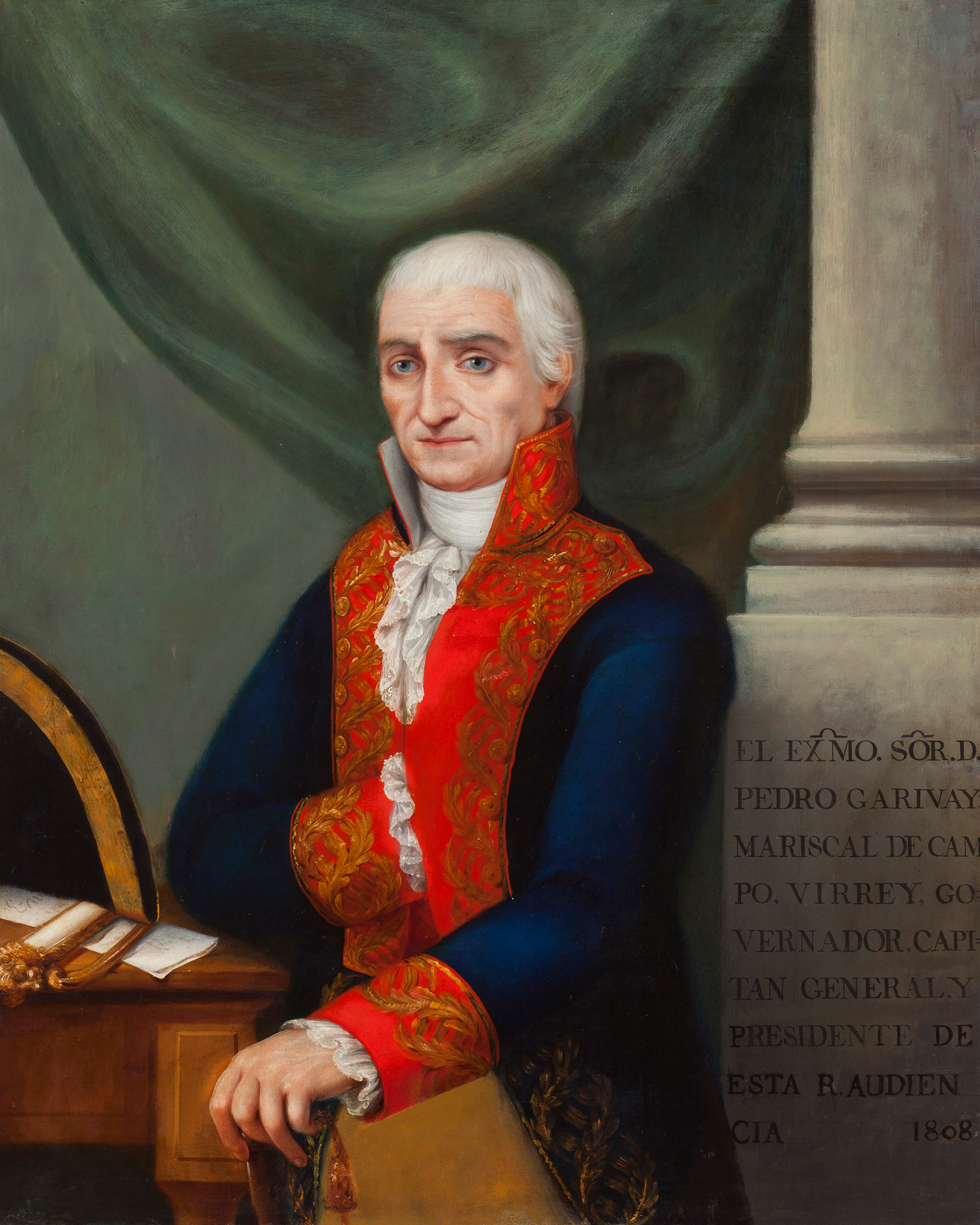
Retrato anónimo del virrey Garibay en el Palacio del Ayuntamiento de la Ciudad de México.

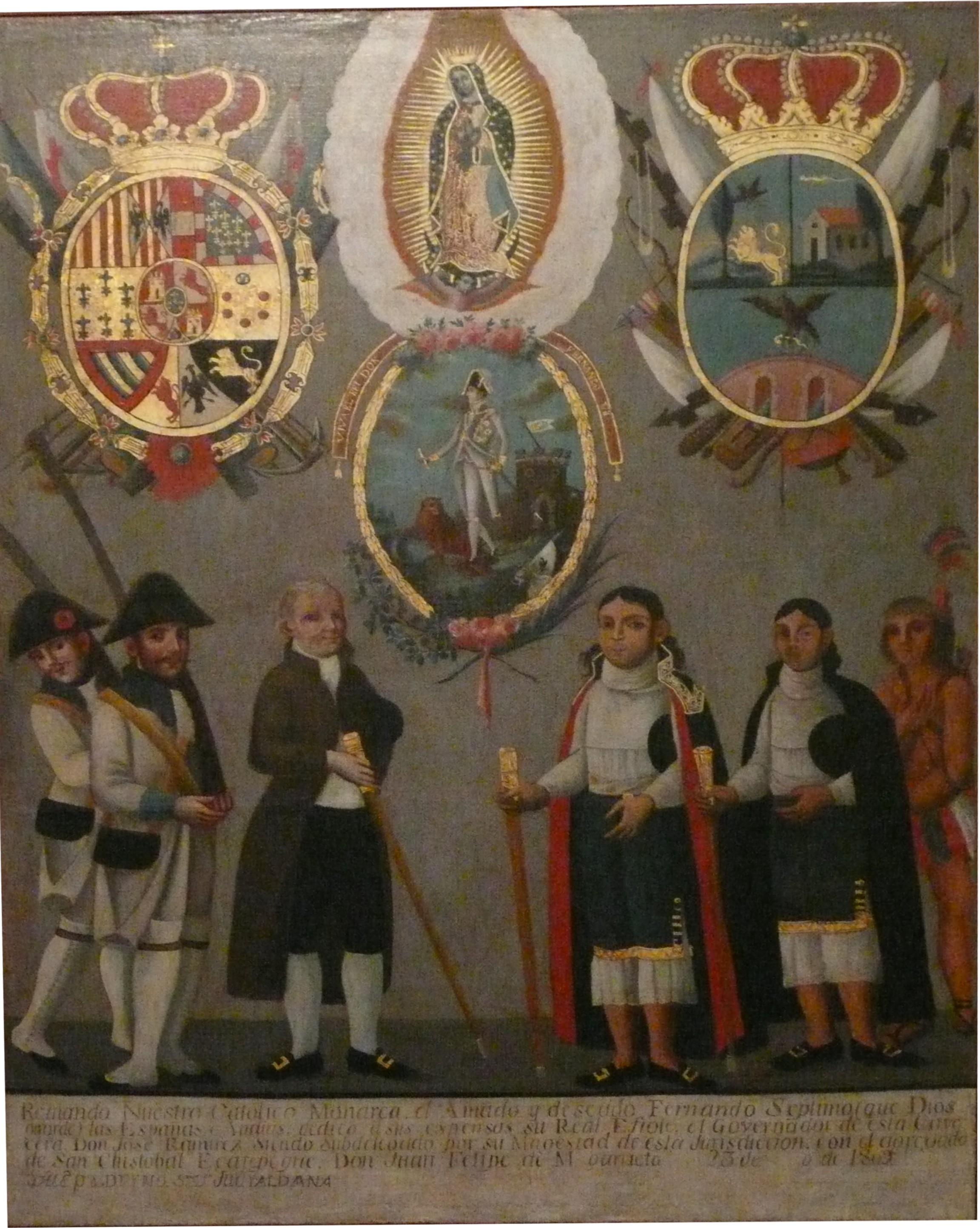
Alegoría de la entronización de Fernando VII producida en San Cristóbal Ecatepec en 1808, encontrada en el Museo Nacional de Historia del Castillo de Chapultepec, Ciudad de México.

## Carrera militar
Ingresó al ejército en 1742. Como cadete y teniente tomó parte en los combates de Portugal, Italia y Marruecos. Luchó con valentía en el ataque al fuerte de Yaqueví, en La Española.
Llegó a Nueva España en 1764, como sargento mayor en una expedición bajo el mando del teniente general Juan de Villalba. En la Nueva España participó en la organización e instrucción de milicias provinciales. Después fue transferido al puesto de sargento mayor del Regimiento de la Ciudad de México, una posición que mantuvo durante 23 años. En 1783 fue promovido a coronel y en 1789 a brigadier. En ese momento ya viejo y enfermo, el virrey Miguel José de Azanza lo promovió a mariscal de campo, anticipándose a su retiro.
Artemio del Valle Arizpe rescata de esta etapa las tertulias que compartía con la célebre María Ignacia Rodríguez de Velasco "La Güera", en compañía de su esposa Francisca Javiera de Echeagaray y Bosio en sus respectivas casas, así como en el convento de la Encarnación de la Ciudad de México.

## Virrey de la Nueva España

### Golpe de Yermo
El 15 de septiembre de 1808 se produjo el golpe de Estado liderado por Gabriel de Yermo, contra el virrey José de Iturrigaray, acusado de aprovechar la prisión del rey Fernando VII para hacerse con el trono de México. La Real Audiencia de México nombró como sucesor al mariscal de campo don Pedro de Garibay, militar de mayor graduación en el virreinato. Su avanzada edad le valieron críticas de “viejo y decrépito”. Ocupó el cargo hasta el 19 de julio de 1809.
En el acto de su nombramiento se leyó una proclama de la Real Audiencia en la que se aseguraba al pueblo de México que Garibay había sido quien se apoderó de la persona del virrey para exigir su destitución. Garibay, por su parte, publicó otro documento en el que explicaba que su antecesor había sido preso “por un movimiento popular” y que, de acuerdo con la legislación vigente, el cargo había recaído en él.
El gobierno de Garibay se inició con actos de extremado rigor contra los partidarios de la independencia. Esa misma noche se aprehendió a los licenciados José Antonio Cristo, auditor de guerra; Primo de Verdad, que murió en los calabozos del Arzobispado; Azcárate, que permaneció varios meses en prisión y al fraile mercedario Melchor de Talamantes, que falleció en San Juan de Ulúa, adonde se le había trasladado desde las cárceles de la Inquisición. Las autoridades y corporaciones del territorio se apresuraron a profesar fidelidad al nuevo virrey y lo mismo hicieron los jefes militares. Gabriel de Yermo, por su parte, al considerar cumplida su misión se retiró a su hacienda, no sin antes crear un cuerpo de voluntarios que se tituló de Fernando VII y que la población llamó enseguida “chaquetas”, nombre que se asignó a partir de entonces a los partidarios del dominio español. Sus actividades fueron tan violentas que el propio virrey Garibay se vio obligado a disolverlo a mediados de octubre.

### Gestión
El nuevo virrey, supeditado a los oidores, publicó los decretos y manifiestos emanados de la Junta de Sevilla, mientras la Real Audiencia insistía en justificar la destitución de Iturrigaray al haberse producido “por imposición popular”. Al iniciarse el mes de octubre el virrey dirigió una proclama a los habitantes de Nueva España, donde pedía que se reforzaran las ayudas y aumentaran los socorros a la metrópoli en guerra contra los franceses. Los recursos afluyeron abundantemente, pero también se enviaron a España los caudales acumulados por la aplicación de la Cédula de Consolidación de Vales y los Nuevos Empréstitos solicitados desde la Península.

### Rechazo del infante don Pedro
La situación política se mantuvo inestable, en esta época se recibieron pliegos procedentes de Río de Janeiro, firmados por la infanta Carlota Joaquina, hermana de Fernando VII, que pretendía imponer como regente de Nueva España a su hijo el infante don Pedro, el futuro Pedro I de Brasil. El rechazo inmediato de las autoridades virreinales desbarató esta pretensión. Entre tanto, llegaron noticias de la frontera norte, con el rumor de las andanzas de algunos emisarios franceses, que trataban de socavar las defensas españolas. El 20 de abril de 1809 el virrey creó una Junta Consultiva, formada por tres oidores que regularon las causas de infidencia y se efectuaron numerosos arrestos y destierros.

### Plan de rescate de Fernando VII
Entre abril y junio de 1809, el sevillano Antonio de Argumedo, residente en Huejutla, presentó un complejo plan al virrey Garibay, cuya intención era rescatar al rey Fernando VII de su prisión en Valencay. El virrey vio con buenos ojos el plan de Argumedo y pronto comenzó un intercambio epistolar con el objeto de establecer los detalles de la operación. El plan incluía el traslado del rey de Sevilla a Nueva Orleans, para de ahí hacerlo llegar a la Ciudad de México, donde se esperaba que pudiera reinar y recuperar desde esa capital su imperio perdido.

### Rechazo del duque de Saint-Simon
Con el paso de los meses se constató que la elección de Garibay, en lugar de arreglar las cosas las había empeorado, crecía la protesta, el enfrentamiento entre peninsulares y criollos y los conatos de rebelión se extendían al resto de las provincias. En Texas se apresó a un general francés, Octavio de Alvimar, que venía a México para ponerse a las órdenes del duque de Saint Simón, supuesto virrey de Nueva España nombrado por Napoleón.

### Destitución
La situación del país se hizo cada vez más conflictiva, por lo que, ante el desencanto generalizado y las protestas de los peninsulares, la Real Audiencia radicalizó su enfrentamiento con el virrey Garibay. Por su parte, el obispo electo de Michoacán, Abad y Queipo, escribió informes a la Junta Central para solicitar que se reforzase la capacidad militar del virreinato y un cambio de política. La Real Audiencia, convencida de la incapacidad de Garibay para resolver el creciente enfrentamiento entre los bandos, solicitó su reemplazo y el envío de un nuevo virrey. Desde Sevilla, sin embargo, se entendió que lo más cuerdo era conferir este cargo al arzobispo de México, Francisco Javier de Lizana y Beaumont. La orden de sustitución llegó a la Ciudad de México a mediados de julio de 1809.

## Retiro y muerte
Tras su retiro, permaneció en la Ciudad de México hasta su muerte. En 1810 el rey Fernando VII le concedió la gran cruz de la Real y Distinguida Orden de Carlos III.
Falleció en la Ciudad de México el 7 de julio de 1815, con 85 años de edad.

## Matrimonio y descendencia
Contrajo matrimonio en la Ciudad de México el 29 de diciembre de 1777 con la veracruzana Francisca Javiera de Echeagaray y Bosio, hija del teniente coronel Francisco de Echeagaray y Fernández-Marín, gobernador interino del Reino de Nuevo de León y de la Provincia del Nuevo Santander, y de Faustina Gertrudis Bosio y Romo. Fue hermana de José María de Echeagaray y Bosio, gobernador del Nuevo Santander, y tía, entre otros de Francisco Javier Clavijero y Echeagaray, insigne humanista novohispano. Fueron padres de:
- Teresa de Garibay y Echeagaray también conocida como sor Teresa de Belén, monja profesa del convento de la Encarnación de la Ciudad de México.[2]